# Julius Ernst zur Lippe-Biesterfeld

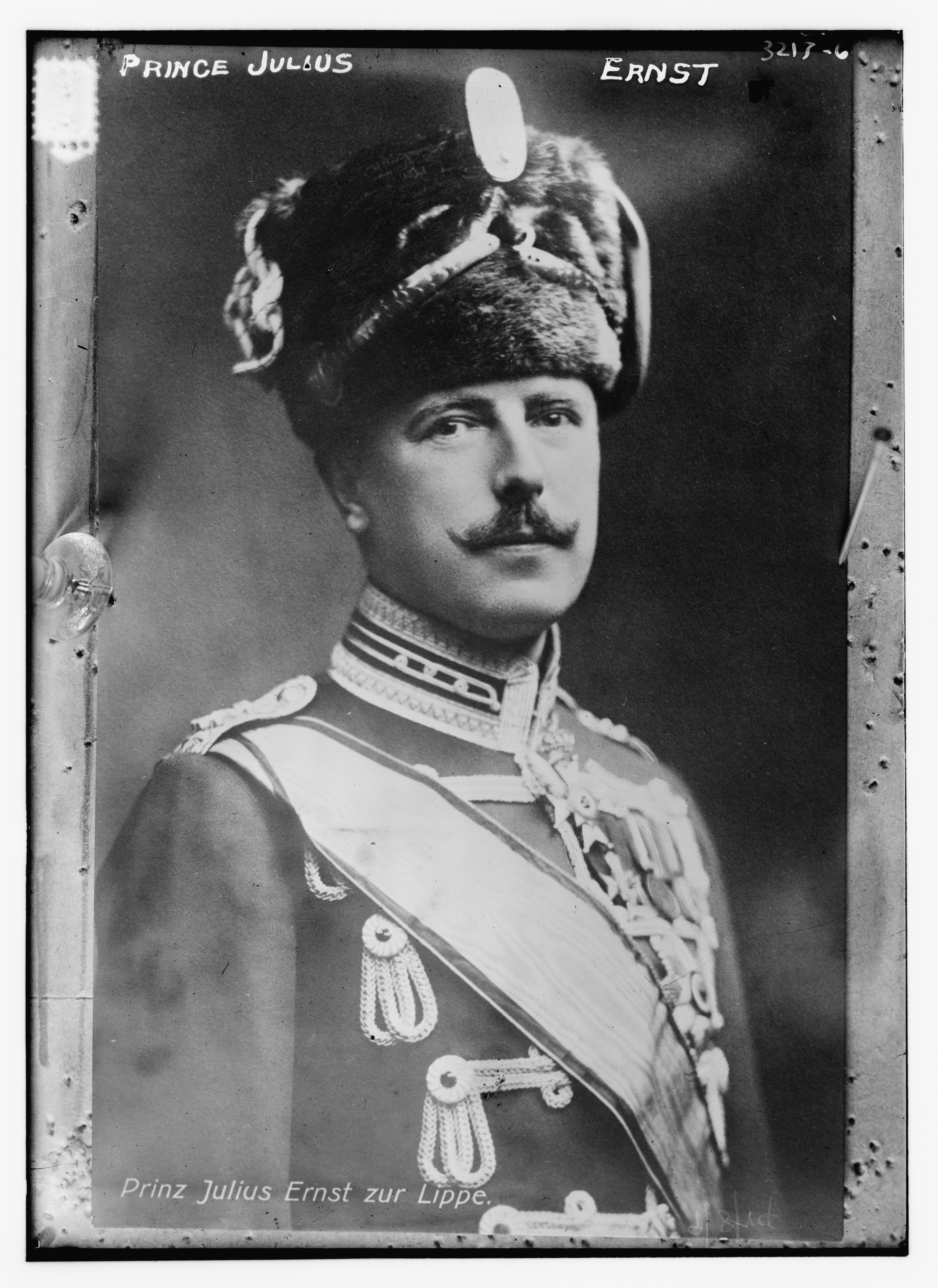
Julius Ernst zur Lippe-Biesterfeld

Julius Ernst Rudolf Friedrich Franz Viktor Graf und Edler Herr (nach der Entscheidung im Lippischen Erbfolgestreit 1905: Prinz) zur Lippe-Biesterfeld (* 2. September 1873 in Oberkassel bei Bonn; † 15. September 1952 ebenda) war Angehöriger des Hauses Lippe und deutscher Diplomat.

## Leben
Julius zur Lippe-Biesterfeld war der dritte Sohn des Grafen und späteren Regenten von Lippe Ernst zur Lippe-Biesterfeld (1842–1904) und der Reichsgräfin Caroline geb. von Wartensleben (1844–1905). Er besuchte das Gymnasium in Frankfurt a.d. Oder sowie bis zum Abitur Ostern 1894 das Königliche Pädagogium zu Putbus. Anschließend studierte er Rechtswissenschaft an den Universitäten Berlin, Bonn, Genf und Halle (Saale). In Bonn wurde er Mitglied des Corps Borussia. 1901 wurde er in Greifswald mit einer Dissertation zum Thema „Patentrechtliche Lizenz“ zum Dr. jur. promoviert.
Nach der endgültigen Entscheidung im Lippischen Erbfolgestreit 1905 erhielt er den Titel Prinz und das Prädikat Durchlaucht.
Er war als Leutnant à la suite des Husaren-Regiments „Kaiser Nikolaus II. von Russland“ (1. Westfälisches) Nr. 8. Als Diplomat war er in Sankt Petersburg, Rom, Belgrad, Madrid, Konstantinopel und Bukarest tätig. Seit 1912 war er Legationsrat a. D.
1913 erhielt er den Charakter als Rittmeister bzw. Hauptmann à la suite des III. Bataillons, den Lipper Schützen, im mit dem Fürstentum Lippe besonders verbundenen Infanterie-Regiment „Graf Bülow von Dennewitz“ (6. Westfälisches) Nr. 55.

Prinzessin Marie von Mecklenburg-Strelitz, um 1898/1901

## Ehe und Nachkommen

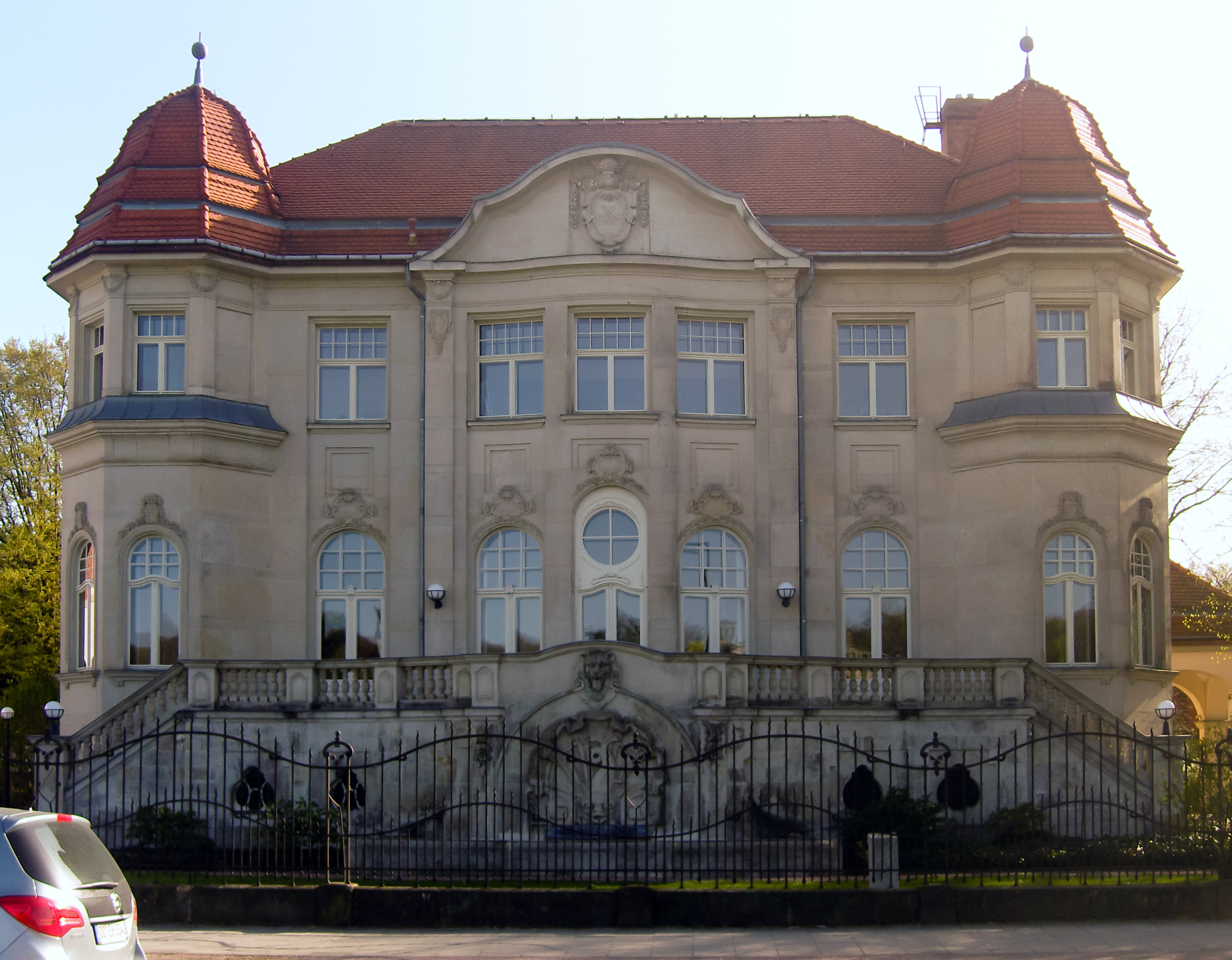
Villa zur Lippe in Dresden-Blasewitz

Am 11. August 1914 heiratete er in Neustrelitz Herzogin (Victoria) Marie von Mecklenburg-Strelitz (1878–1948), geschiedene Gräfin Jametel, die älteste Tochter des Großherzogs Adolf Friedrich V. (1848–1914) und seiner Ehefrau Prinzessin Elisabeth von Anhalt-Dessau (1857–1933).
Das Paar lebte zunächst in der Villa zur Lippe in Dresden-Blasewitz und später im Lippeschen Landhaus in Oberkassel.
Aus der Ehe gingen zwei Kinder hervor:
- Elisabeth Caroline (1916–2013), Prinzessin zur Lippe

⚭ 1939 Ernst August Prinz zu Solms-Braunfels (1892–1968),
- Ernst August (1917–1990), Prinz zur Lippe (Edler Herr und Graf zu Biesterfeld etc.),[11] Erbe vom mecklenburgischen (Strelitz) Gut und Schloss Hohenzieritz mit Gut Zippelow[12] und Forst Rosenholz[13]

⚭ 1948 Christa Irene von Arnim (* 1923), Tochter der Stephanie von Stechow und des Curt von Arnim, auf Otterwisch, Lindhardt, vorm. (bis 1942) auf Kitzscher.

## Auszeichnungen
- Johanniterorden: Rechtsritter
- Herzoglich Sachsen-Ernestinischer Hausorden: Großkreuz (1908)[14]
- Hausorden der Wendischen Krone: Großkreuz mit der Krone in Erz (7. Juni 1914)

## Schriften
- Die patentrechtliche Licenz. Greifswald: J. Abel 1901, zugl. Greifswald, Jur. Diss. v. [20. Apr.] 1901
- Petroleum und Petroleummonopol. In: Deutsche Revue. Eine Monatschrift, 38/4, (1913), Deutsche Verlags-Anstalt, München 1913, S. 53–60.